# Vasum muricatum
El caracol marino (Vasum muricatum) es una especie de gasterópodo marino perteneciente a la familia Turbinellidae. Es una especie carnívora. Habita aguas someras con sustrato arenoso, llegando hasta los 20 m de profundidad.

## Clasificación y descripción
Concha de forma cónica, grande y gruesa. Vuelta corporal amplia y angulada. Presenta de nueve a diez nudos hacía la periferia del hombro y otros cerca de la base. Columela con cinco pliegues. Abertura blanca con manchas de color violeta. Periostraco de color marrón obscuro. La concha alcanza a medir hasta 150 mm.

## Distribución
La especie Vasum muricatum se distribuye desde la costa Este de Florida hasta Venezuela. En el Caribe es relativamente abundante. En México se distribuye de Veracruz a Yucatán y en el Mar Caribe. Es relativamente común encontrar a esta especie en pares.

## Ambiente
Habita en aguas someras con sustratos arenosos.

## Estado de Conservación
Hasta el momento en México no se encuentra en ninguna categoría de protección, ni en la Lista Roja de la IUCN (International Union for Conservation of Nature) ni en CITES (Convención sobre el Comercio Internacional de Especies Amenazadas de Fauna y Flora Silvestres).